# محمد الجوادي
محمد محمد الجوادي (1958 - 9 يونيو 2023) مفكر عربي معاصر، جمع بين الطب والأدب والتاريخ والنقد واللغة والفكر السياسي والتنموي، أستاذ أمراض القلب بجامعة الزقازيق بمصر.
حقق على مدى تاريخه العلمي والعملي إنجازات متفردة أهلته قبل غيره ليكون أصغر مصري على الإطلاق يحصل على ثمانية تكريمات رفيعة المستوى،
فهو أصغر من نال عضوية مجمع اللغة العربية (2003) والمجمع العلمي المصري (2008) والمجمع المصري للثقافة العلمية (1978) واتحاد كتاب مصر (1979)، كما أنه أصغر من حصل على جائزة الدولة التقديرية (2004)، وجائزة الدولة التشجيعية (1982)، وجائزة مجمع اللغة العربية (1978)، ووسام العلوم والفنون من الطبقة الأولى (1985).
نًٌشر له منذ 1978 وحتى وفاته أكثر من مئة كتابِِ في التاريخ والأدب والتراجم، فضلاً عن مئات الدراسات والمقالات  وقضى حياته الوظيفية متدرجا في سلك هيئة التدريس حتى نال درجة الأستاذية في طب القلب والأوعية الدموية في كلية الطب جامعة الزقازيق. بالإضافة إلى هذا، شغل العديد من المناصب والمسؤوليات الطبية والعلمية والصحفية. والاقتصادية والثقافية والإنسانية.

## المولد والنشأة
ولد محمد الجوادي عام 1958 في مدينة فارسكور محافظة دمياط جمهورية مصر العربية، وهي مدينة من مدن التاريخ المصري القديم؛ تحوي معالم أثرية، منها جامع الحديدي.

### التعليم
في عام 1975 حصل الجوادي على شهادة الثانوية العامة من مدرسة المتفوقين الثانوية عين شمس في القاهرة، في عام 1985 حصل على درجة ماجستير أمراض القلب، برسالة عن مذيبات التخثر كمذيبات للاحتشاء القلبي الحاد، وفي عام 1990 نال شهادة دكتوراه أمراض القلب والأوعية الدموية، برسالة عن تقييم أبعاد ووظائف القلب في المسنين، وهو زميل زائر في أمراض القلب والأوعية الدموية، كليفيلاند كلينيك،   كليفيلاند، أوهايو، الولايات المتحدة منذ عام 1991 حيث تعد مؤسسة كليفلاند كلينك من أفضل ثلاث مستشفيات في الولايات المتحدة الأمريكية ويحتل مركز القلب بمؤسسة كليفلاند كلينك المرتبة الأولى على امتداد 11 سنة متتالية كأفضل مركز لجراحة القلب في المستشفيات الأمريكية.

## الحياة العملية

### الوظائف
عمل أستاذاً لأمراض القلب والأوعية الدموية، في كلية الطب (جامعة الزقازيق) ورئيس تحرير للمجلة الطبية المصرية الجديدة ومستشاراً سياسياً للائتلاف العالمي للمصريين في الخارج ICEGA ورئيس لجنة العلاقات الخارجية وعضوالمجلس القومي المنتخب لحقوق الإنسان ومسؤولاً عن ملف التعاون الألماني والأوروبي في هذا المجلس، واللجنة الوطنية لمكافحة الاتجار بالبشر، وعضو مجلس إدارة الشركة القابضة للأدوية هولدي فارما  وعضو مجلس إدارة  الشركة القابضة شركة المصل واللقاح  فاكسيرا رئيس مجلس أمناء مدرسة المتفوقين الثانوية النموذجية.

### أبرز المناصب الاستشارية
- مستشار للأكاديمية الطبية العسكرية للببليوجرافيا الطبية وقواعد المعلومات للفترة ما بين (1986-1990).[21]
- مستشار للهيئة العامة للاستعلامات لموسوعة الشخصيات المصرية
- مستشار لدار الشروق.
- مستشار لاتحاد الناشرين المصريين [22]
- مستشار ومنسق للندوات في معهد الأهرام الإقليمي للصحافة.[23] (1997-2005)
- محاضر ومقرر للندوات ومشرف على التدريب السياسي في مركز القرار للاستشارات (2002-2009).[24] ،
- محاضر ومستشار لبرامج التدريب السياسي في مركز الوفد للدراسات السياسية والإستراتيجية.
- كما شغل منصب السكرتير القانوني للجنة للمصريين الخارج.

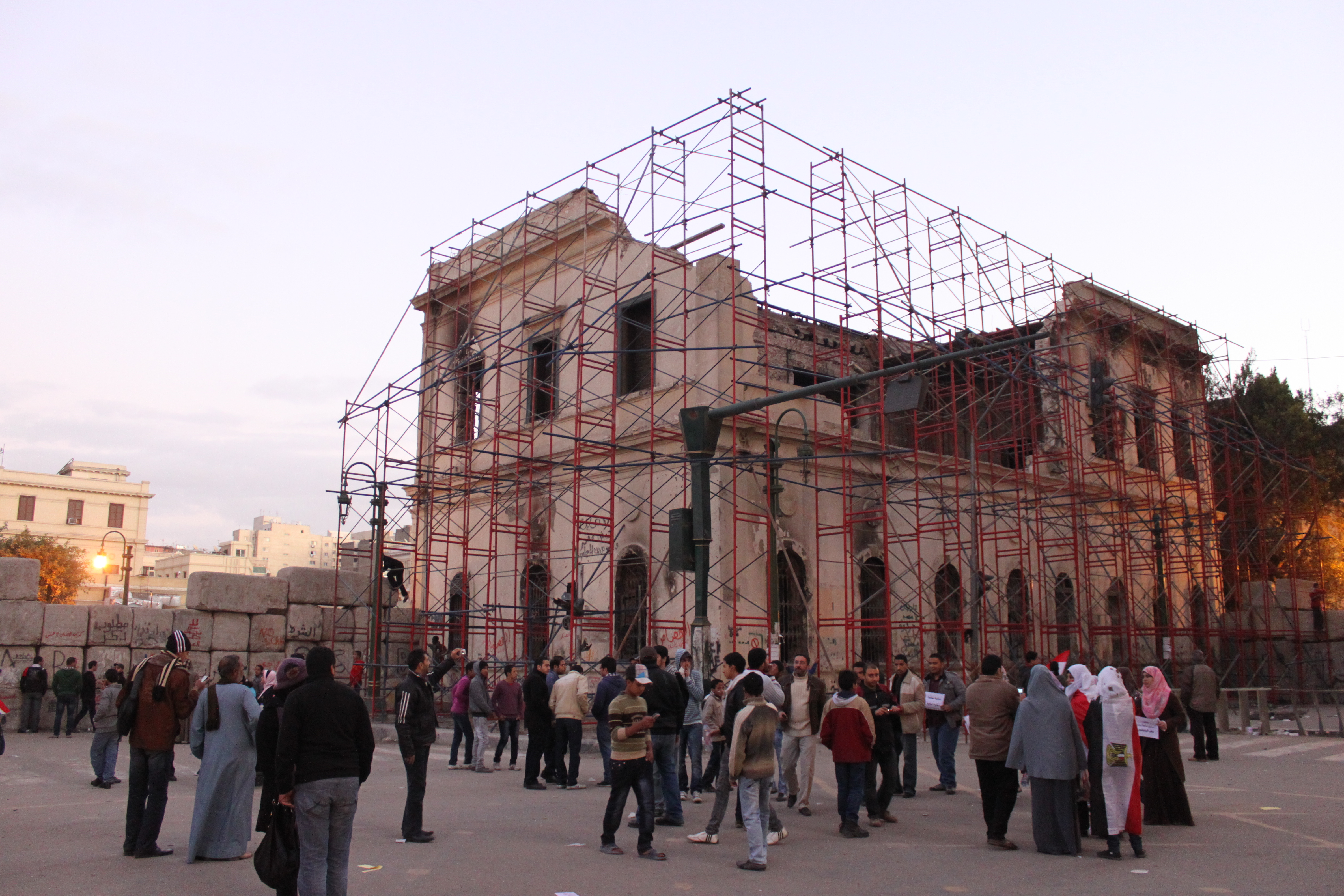
المجمع العلمي المصري خلال ترميمه

### العضوية في الجمعيات العلمية والأدبية
عضو الجمعيات التالية:
- مجمع اللغة العربية بالقاهرة
- المجمع العلمي المصري
- اتحاد كتاب مصر
- المجمع المصري للثقافة العلمية،
- مجلس الثقافة العلمية بأكاديمية البحث العلمي والتكنولوجيا،
- لجنة الثقافة العلمية بالمجلس الأعلى للثقافة،
- جمعيات تاريخ العلوم، إحياء التراث العربي الإسلامي، جمعية أطباء القلب المصرية،[25][26]
- عضو مجلس إدارة المكتب العربي للشباب والبيئة،[27]
- رئيس مجلس إدارة نادي جامعة الزقازيق لشباب العلوم والبيئة

### الجوائز والتكريمات في مجال الآداب
- جائزة محافظة دمياط 1970-1973
- جائزة محافظة القاهرة 1975 في التفوق في القرآن الكريم 1975
- جائزة جامعة القاهرة للمقال 1977
- جائزة مجمع اللغة العربية سنة 1978م عن كتابه «الدكتور محمد كامل حسين: عالماً ومفكراً وأديباً».
- جائزة الدولة التشجيعية في أدب التراجم سنة 1983م عن كتابه «مشرفة بين الذرة والذروة».
- وسام العلوم والفنون.
- جائزة الدولة التقديرية في الآداب سنة 2004.

### جوائز أخرى
- جائزة قوات الدفاع الشعبي للقوات المسلحة، حرب أكتوبر 1973.
- ميدالية العيد العشريني لمدرسة المتفوقين، 1974.
- جائزة محافظة القاهرة الأولى للقرآن الكريم.
- كأس كلية علوم القاهرة للطالب المثالي.
- جائزة المقال الصحفي الأولى، جامعة القاهرة 1977.
- كأس جامعة القاهرة للطالب المثالي، 1977.
- ميدالية جامعة الرياض (جامعة الملك سعود)، 1978.
- كأس جامعة القاهرة لكرة السلة، 1980
- كأس جامعة الزقازيق لأفضل مجلة، 1981.
- شهادة تقدير المكتب العربي للشباب والبيئة[28] 1985.
- ميدالية الاتحاد العالمي للشباب والعلوم، 1985.
- شهادة تقدير، الجمعية المصرية للطب والقانون.
- شهادة تقدير ودرع العيد القومي للأطباء الشبان.
- شهادة تقدير مؤتمر أعلام دمياط.
- شهادة تقدير مؤتمر اتحاد الأطباء العرب.
- درع رابطة الجامعات الإسلامية، 1990.
- شهادة تقدير نادي هيئة التدريس جامعة الزقازيق،[29] 1992.
- شهادة تقدير مشروع الدكتور لتنظيم الأسرة، 1992
- ميدالية نقابة أطباء القاهرة،[30] 1993.
- درع نقابة أطباء الشرقية، 1994.
- شهادة تقدير الاتحاد العرب لرعاية المعوقين ،
- العضوية الفخرية للجمعية الخيرية الاسلامية، 1998
- درع نقابة الأطباء، 2002.
- درع محافظة دمياط، 2002.
- درع محافظة الشرقية، 2002.
- شهادة تقدير مكتبة الاسكندرية، 2002
- شهادة تقدير نادي شبين الكوم الرياضي، 2002
- ميدالية سعد زغلول، بيت الأمة، 2002.
- ميدالية طه حسين، متحف رامتان، 2002.
- تكريم شعبة القثطرة التداخلية وقسم القلب بطب القاهرة، 2003.
- تكريم المؤتمر السنوي لأمراض القلب.
- تكريم المؤتمر السنوي لأمراض القلب،[31] 2005
- تكريم جمعية آفاق الثقافية
- درع جامعة المنيا
- شهادة تقدير أكاديمية طيبة،[32] 2006
- شهادة تقدير مؤتمر دمياط الثقافي،
- منح لقب شخصية العام الثقافية، إقليم شرق الدلتا الثقافي.

### أبرز الاسهامات الثقافية التي شارك فيها

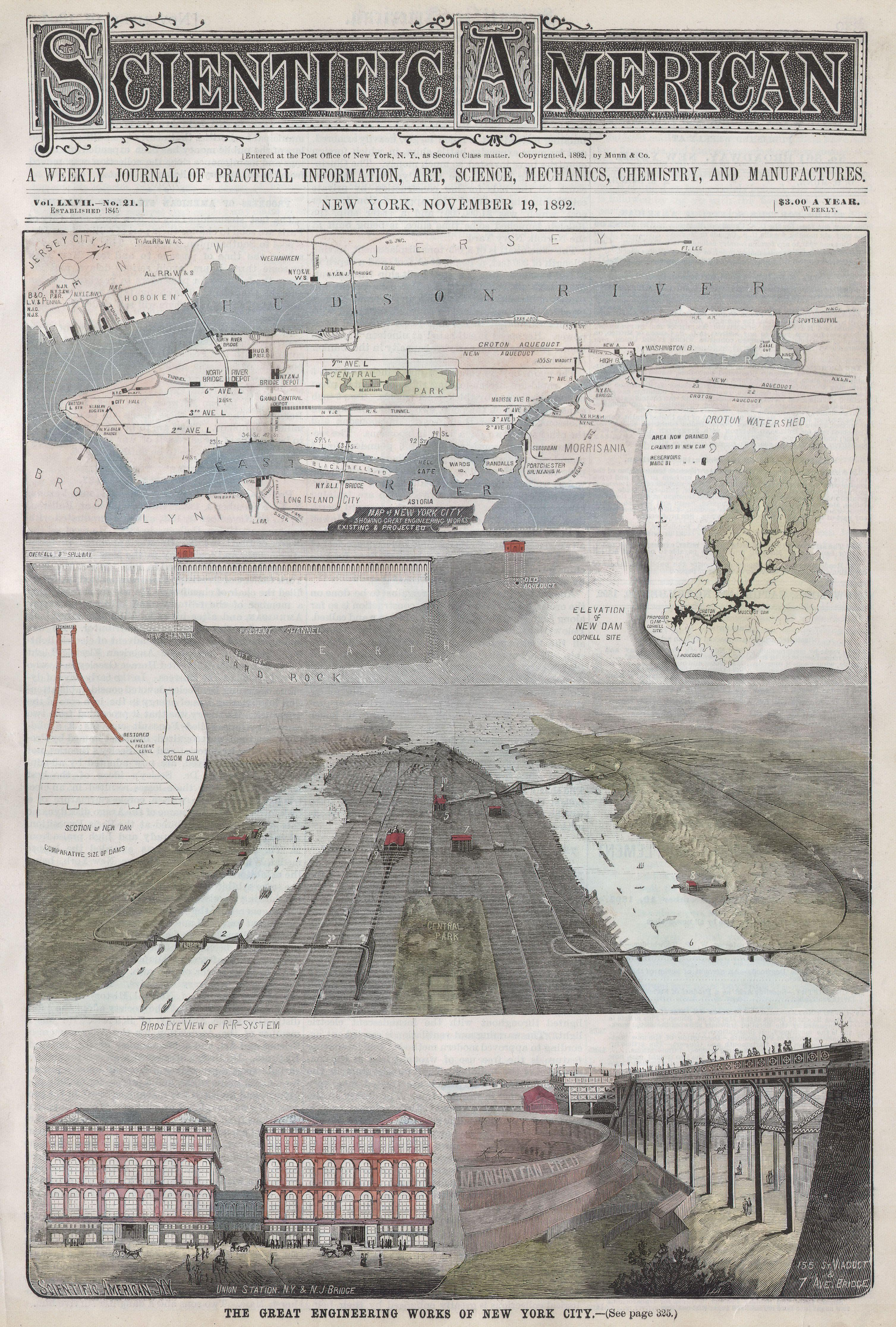
مجلة ساينتفك أمريكان 1892

أسهم في الإشراف على برنامج للتعليم الطبي والتعريب في مؤسسة أكسفورد للموارد التعليمية   وتدريس مقرر الصحافة المدرسية وتأسيس قسم الإعلام التربوي بكلية الآداب جامعة الزقازيق  وترجمة المقالات الطبية لمجلة "العلوم": الترجمة العربية لمجلة «ساينتيفك أمريكان». (1988-1996)
وهو عضو مجلس إدارة مؤسس لدار جامعة الزقازيق للنشر (1989-1994)  و مجلس إدارة مطبعة جامعة الزقازيق (1988-1994) كما  شغل منصب مدير مركز الإعلام والنشر الطبي بجمعية الأطباء الشبان.(1985-1990)  وأسهم في قيادة القوافل العلاجية لجامعة الزقازيق (1980-1981) وكان  رئيساً مؤسساً لنادي جامعة الزقازيق للشباب والعلوم والبيئة (الزوكي)  ثم تولى الإشراف عليه (1980-1985)

### إسهاماته في الجمعيات العلمية والثقافية والاجتماعية
عضو مجلس إدارة الجمعية الخيرية الإسلامية، ومجلس إدارة الجمعية المصرية لتاريخ وفلسفة العلوم ومجلس إدارة الجمعية المصرية للحق في الدواء ومجلس إدارة جمعية خريجي مدرسة المتفوقين كما أنه عضو في اتيليه القاهرة (جماعة الفنانين والكتاب)  والجمعية المصرية لتعريب العلوم وهو مسؤول اللجنة الثقافية بالجمعية المصرية لأمراض القلب وعضو اتحاد الكتاب واتحاد الكتاب العرب واتحاد الأطباء العرب وهو أيضاً عضو في الجمعية المصرية لتاريخ الطب والجمعية الطبية المصرية والجمعية المصرية للتشريعات البيئية  والمنظمة الإفريقية للشباب والبيئة والاتحاد الدولي للشباب والبيئة وعضو الجمعية المصرية للطب والقانون وجماعة خريجي المعهد القومي للإدارة العليا وهوعضو  نادي الروتاري وعضو جماعة الرواد.

### أبرز الأنشطة العلمية الدولية
أسهم في أنشطة علمية دولية من أهمها عضويته في الجمعية الأوربية لأمراض القلب. وفي لجنة مجلس البيئة البريطاني لصياغة تقرير مستقبل البيئة وفي منتدى سالزبورج، وهو أيضاً مقرر لجنة التلوث بالضوضاء في المنظمة الدولية للشباب (IYF). 

### الموسوعات التي شارك بالإسهام في مراجعتها والإشراف عليها أوتحريرها
- موسوعة أعلام الفكر الإسلامي[40] عن المجلس الاعلى للشؤون الإسلامية (2002-2004) وموسوعة الشخصيات المصرية[41] عن الهيئة العامة للاستعلامات (1985-1993) موسوعة أعلام العلماء والآدباء العرب والمسلمين،[42][43] عن المنظمة العربية للتربية والثقافة والعلوم وقاموس الأدب العربي عن الجامعة الأمريكية[44] وموسوعة الكويت العلمية للأطفال[45] ومعجم المصطلحات التاريخية الذي أصدره مجمع اللغة العربية بالقاهرة،2011 والموسوعة الإسلامية العامة عن المجلس الاعلى للشؤون الإسلامية[46] وموسوعة الحضارة الإسلامية عن المجلس الاعلى للشؤون الإسلامية[47] وموسوعة الشروق[48] وموسوعة المفاهيم الإسلامية وموسوعة آل البيت. عن مؤسسة آل البيت وموسوعة أعلام المصريين في القرنين 19و20 مع مكتية الاسكندرية (2004-2011)

### المجلات الطبية والعلمية التي رأس تحريرها وأسهم في الإشراف عليه
المجلة الطبية لجامعة الزقازيق ومجلة الجمعية المصرية لأمراض القلب والمجلة المصرية للعلوم التطبيقية والمجلة البيئية لجامعة الزقازيق ومجلة الجراحة المصرية والمجلة الإفريقية لأمراض الجلد مجلة معهد الأورام القومي ومجلة اللغة والحضارة، المركز الدولي للغة والحضارة ومجلة البيئة والمجتمع، جامعة الزقازيق.

### المجلات الثقافية التي أسهم في تحريرها
الهلال والمصور والفيصل و مجلة الحرس الوطني وإبداع وروزاليوسف والجديد الأردنية والدوحة والثقافة وفصول وعالم الكتاب والمحيط الثقافي والثقافية وصحتك والجديد المصرية والشباب العربي الكويتية وعلوم المستقبل والأهرام العربي والعلوم والتنمية والبيئة ومنبر الإسلام وأكتوبر وآخر ساعة.

#### المشاركة الدورية في الندوات والمؤتمرات الثقافية والعلمية
شارك بصفة دورية (أو سنوية) في مؤتمرات الثقافة، واتحاد الكتاب، والمجمع المصري للثقافة العلمية، وهيئة قصور الثقافة، ومؤتمرات ادباء مصر في الاقاليم وشارك بصفة سنوية في برامج الاحتفالباليوم العالمي للغة العربية واليوم العالمي للكتاب وشارك بصفة سنوية في مؤتمرات مجمع اللغة العربية بالقاهرة كما مثل المجمع في مؤتمر مجمع دمشق شارك بانتظام وبصفة دورية في الجمعيات العلمية الآتية ومؤتمراتها السنوية:
- الجمعية المصرية لأمراض القلب[55]
- شعبة الموجات فوق الصوتية للقلب
- الفسيولوجيا الكهربية للقلب
- طب القلب الوقائي
- العلاج الدوائي
- العلاج التداخلي
- وفي مؤتمرات الجمعية في الدلتا الإسكندرية وطنطا وبنها.

وقد شارك أيضاً بانتظام وبصفة دورية الجمعية المصرية لتصلب الشرايين والجمعية المصرية لضغط الدم والجمعية الدولية للموجات فوق الصوتية للقلب.اتحاد الأطباء العرب (وحضور مؤتمرات الاتحاد في القاهرة وتونس وبغداد). تولى بصفة مستمرة المشاركة في الإعداد للمؤتمر السنوي لقسم القلب بكلية طب الزقازيق، والمؤتمر السنوي لكلية طب الزقازيق، وندوات الجامعة ومؤتمراتها. والاحتفال باليوم العالمي لضغط الدم

## مؤلفات
نشر له عدد كبير من الكتب منذ 1978 ومن أهم مؤلفاته
- أولا : في تاريخ العلماء وتراجمهم وتاريخ العلم
  - 1 - الدكتور محمد كامل حسين عالما ومفكرا وأديبا [ اصداران مختلفان ]
  - 2 - سيرة حياة على مصطفى مشرفة [ ثلاثة اصدارات مختلفة ]
  - 3 - سيرة حياة العالم الأديب د. أحمد زكي [ اصداران مختلفان ]
  - 4 - الدكتور على باشا إبراهيم
  - 5 - الدكتور نجيب محفوظ رائد أمراض النساء والتوليد
  - 6 - الدكتور سليمان باشا عزمي أول أطبائنا الباطنيين
  - 7 - الحكيم الجراح : سيرة حياة د. محمد عبد اللطيف [ إصداران ]
  - 8 - عاشق العلم د. أحمد مستجير
  - 9 - الشمعة الأمريكية في نهضة الشام الثقافية الحديثة
  - 10 -  دليل الخبرات الطبية المصرية وتاريخ التعليم الطبي في مصر
  - 11 -  تكوين العقل العربي : مذكرات المفكرين التربويين
  - 12 -  أقوى من السلطة : مذكرات أساتذة الطب
  - 13 -  كيف أصبحوا عظماء : دراسات ورثاءات [ طبعتان ]
- ثانيا :  في تاريخ الفكر الإسلامي 
  - 1 -  الأستاذ الإمام الشيخ محمد عبده
  - 2 -  محمد الخضر حسين وفقه السياسة في الإسلام
  - 3 - أفاق الطب الإسلامي رؤية علمية وتاريخ فلسفي
  - 4 - الجامع الأزهر باعثا لشرارة النهضة الموسوعية العربية الحديثة
  - 5 -  الشيخ الظواهري والإصلاح الأزهري
  - 6 -  أصحاب المشيختين : سيرة خمسة جمعوا بين المشيخة والإفتاء
  - 7 - الفقه في كلية القانون 1925 - 1990
  - 8 -  العيش من العاصفة : الباقوري والبهي وعبد الناصر
  - 9 -  استشراف إشكاليات المستقبل الإسلامي
  - 10 -  الأزهر الشريف والإصلاح الاجتماعي والمجتمعي
  - 11 -  حوارات الدين والطب والسياسة
- ثالثا :  في تاريخ الحقبة الليبرالية 
  - 1 -  زعيم الأمة مصطفى النحاس باشا وبناء الدولة الليبرالية
  - 2 -  علي ماهر ونهاية عهد الليبرالية
  - 3 -  محمد محمود باشا وبناء دولة الأقلية
  - 4 -  إسماعيل صدقي باشا
  - 5 -  عثمان محرم مهندس الحقبة الليبرالية المصرية
  - 6 -  المقامر والمغامر والمكابر : ماهر والنقراشي ومكرم
  - 7 -  الشركاء المتشاكسون 1919
  - 8 -  القضاء والسياسة في زمن الرئاسة : ثمانية من رجال الدولة
  - 9 -  على مشارف الثورة : مذكرات وزراء نهاية عهد الملكية
  - 10 -  في كواليس الملكية : مذكرات رجال الحاشية
  - 11 -  في رحاب العدالة : مذكرات المحامين في عصور مصر الحديثة
  - 12 -  في ضوء القمر : مذكرات قادة العمل السري والاغتيالات
  - 13 -  العمل السري في ثورة 1919 : مذكرات الشبان الوفديين
  - 14 - سلطة الإنجاز الواثق 1920 - 1960
  - 15 - سلطة الحضارة المستنيرة 1924 - 1952
  - 16 - سلطة النبوغ الخصيب 1906 2000
  - 17 -  قبل مشرق النهضة : أحد عشر من الزعماء ورجال الدولة
  - 18 - أعيان المصريين من الإحتلال إلى للإستقلال
  - 19 - سلطة العقل الطموح 1870 - 1924
- رابعا : في تاريخ العسكرية والأمن وحقبة 1952 
  - 1 -  النصر الوحيد : مذكرات قادة العسكرية المصرية 1973 [ طبعتان ]
  - 2 -  الأمن القومي لمصر : مذكرات قادة المخابرات والمباحث [ طبعتان ]
  - 3 -  الطريق إلى النكسة : مذكرات قادة العسكرية المصرية 1967 [ طبعتان ]
  - 4 -  في أعقاب النكسة : مذكرات قادة العسكرية المصرية 1967 - 1972
  - 5 -  قائد الشرطة في السياسة المصرية [ طبعتان ]
  - 6 -  عسكرة الحياة المدنية : مذكرات الضباط في غير الحرب
  - 7 - القائد الشهيد : عبد المنعم رياض [ إصداران مختلفان ]
  - 8 -  صانع النصر : المشير أحمد إسماعيل : مايسترو العبور [ إصداران وطبعات متعددة ]
  - 9 - أهل الثقة وأهل الخبرة : مذكرات ورزاء الثورة [ إصداران مختلفان ]
  - 10 - نحو حكم الفرد : مذكرات الضباط الأحرار [ إصداران مختلفان ]
  - 11 - الثورة والحرية : مذكرات المراة المصرية [ إصداران مختلفان ]
  - 12 - من أجل السلام : مذكرات رجال الدبلوماسية المصرية
  - 13 - السياسة الخارجية في عصر الضباط
  - 14 - دهاليز الناصرية
  - 15 - أسرى السلطة : سيرة أربعة من رؤساء الوزراء
  - 16 - سيد مرعي : شريك وشاهد على عصور الليبرالية والثورة والانفتاح
  - 17 - شهيد النزاهة الثورية : عبد اللطيف البغدادي
  - 18 - جمال سالم : نشوة السلطة
  - 19 - زكريا محي الدين : بلاغة الصمت
  - 20 - الدافق والدافع والدافئ : صلاح سالم وكمال الدين حسين وحسين الشافعي
  - 21 - محاكمة ثورة يوليو : مذكرات رجال القانون والقضاء
  - 22 - يساريون في عصر اليمين : مذكرات رجال الفكر اليساري المصرى
  - 23 - تحت الأرض وفوق الأرض : غربة اليسار المصري
  - 24 - وشائج الفكر والسلطة : تأملات في الانسان والدور
- خامسا : في التاريخ العربي والحوار الإسلامي الغربي 
  - 1 - أخلاق العثمانيين في الاستقطابات الأوروبية
  - 2 - على أسوار الجزيرة العربية : في تاريخ العراق واليمن والأردن وأندونيسيا
  - 3 - الفلسطينيون ينتصرون أخيرا
  - 4 - أفريقيا الساخنة في الحرب الباردة
  - 5 - سوريا ولبنان قبل الناصرية والنصيرية
  - 6 - البصيرة والحصار
  - 7 - المسلمون والأمريكان في عصر جديد
  - 8 - الربيع العربي والخريف الأمريكي : دراسات تشريحية للتوازنات المستحدثة
  - 9 - حتى لا تتكرر الحروب الصليبة : رؤية استشرافية لإرهاصات متنامية
  - 10 - استئصال سرطان الإسلاموفوبيا
  - 11 - الحقد على الذات : صراع السلطة والهوية في مجتمع إسلامي
- سادسا : في تأريخ الحكومة ومناهج المؤرخين  
  - 1 - أدباء التنوير التأريخ الإسلامي [ طبعتان مختلفتان ]
  - 2 - النجوم المتعاقبة في كتابة التاريخ المعاصر
  - 3 - النوافذ المتلونة في كتابة التاريخ المعاصر
  - 4 - الزوايا الكاشفة في كتابة تاريخنا المعاصر
  - 5 - الانطباعات الذكية في كتابة تاريخنا الثقافي والفني : يرحمهم الله : [إصداران مختلفان ]
  - 6 - كيف رأت ثورة يوليو صورتها في المرآة
  - 7 - جماليات الشعر والرحلة في كتابة تاريخنا المعاصر
  - 8 - النخبة المصرية الحاكمة ( 1952 - 2000 )
  - 9 - كيف أصبحوا وزراء : دراسة في صناعة القرار السياسي
  - 10 - الوزراء ورؤساؤهم ونواب رؤسائهم ونوابهم [ إصداران مختلفان ]
  - 11 - البنيان الوزاري في مصر 1878 - 2000 [ إصداران مختلفان ]
  - 12 - المحافظون [ إصداران مختلفان ]
  - 13 - التاريخ يفشي أسراره : دراسات وآراء في السيادة والسياسة
  - 14 - التشكيلات الوزارية في عهد الثورة
- سابعا : الربيع العربي والثورة المضادة 
  - 1 - الحيطان المائلة في ثورة المصريين
  - 2 - أحلام اليقظة : الصراع الاجتماعي في ثورة يناير
  - 3 - السياسة الغائبة في ثورة حاضرة : متى تكتمل ثورة يناير؟
  - 4 - إشراقات الربيع العربي : استعراض تاريخي لصعود فكرة الثورة
  - 5 - أصداء ثورات الربيع : قياسات معيارية للموجات الثورية
  - 6 - العصف المأكول : حكومات أسرعت بثورة يناير
  - 7 - الهباء المنثور : السلطة والنخبة عقب ثورة يناير
  - 8 - بحران لا يلتقيان : السياسة والقانون بعد الثورة
  - 9 - الديمقراطية المحسوبة : ائتلافات والتفافات
  - 10 - التشوهات الانقلابية الهيكلية : تحليلات موضوعية للثورة المضادة
  - 11 -  كيمياء الثورة المضادة : تحليلات نسيجية للبنية الاجتماعية
- ثامنا :  في تاريخ الأدب واللغة والثقافة والصحافة 
  - 1 - كلمات القرآن التى لا نستعملها [ طبعتان ]
  - 2 - اللغة أذكى من أهلها
  - 3 - استذكار المتشابهات القرآنية
  - 4 - تاريخ مجمع الخالدين لغة عربية وتقاليد فرنسية
  - 5 - رؤساء المجامع اللغوية العربية
  - 6 - مجلة الثقافة ( 1939 - 1952 ) تعريف وفهرسة وتوثيق
  - 7 - أستاذة الأدب العربي المؤسسون 1900 - 1990
  - 8 - الأقباط في الثقافة المصرية
  - 9 - فن كتابة التجربة الذاتية : مذكرات الهواة والمحترفين
  - 10 - في ظلال السياسة : نجيب محفوظ [ 3 طبعات ]
  - 11 - توفيق الحكيم : من العدالة إلى التعادلية
  - 12 - على هوامش الأدب
  - 13 - هل انتهى عصر الثقافة الوطنية
  - 14 - في خدمة السلطة : مذكرات الصحفيين [ طبعتان ]
  - 15 - الثورة والإحباط : مذكرات أساتذة الأدب والأدباء
  - 16 - ثلاثية التاريخ والأدب والسياسة : من بين سطور حياتنا الأدبية [ طبعتان ]
  - 17 - تسعة عشر أستاذا وصديقا، تراجم 19 من أعلام مصر
  - 18 - مصريون معاصرون [ طبعتان ]
- تاسعا في الفكر التربوي والتنموي 
  - 1 - مستقبل الجامعة المصرية
  - 2 - آراء حرة في التربية والتعليم
  - 3 - الإصلاح الجامعي : الجودة من أجل البقاء
  - 4 - دفاعا عن المجانية
  - 5 الهندسة المستأنسة في غياب الديمقراطية 1952 - 2010
  - 6 - بناء الجامعات والأكاديميات : مذكرات رواد العلوم والفنون
  - 7 - في حدائق الجامعة : مذكرات خريجي جامعة القاهرة في عقدها الأول
  - 8 - محمد طاهر الدباغ : أستاذ الجيل في السعودية
  - 9 - التنمية الممكنة : أفكار لمصر من أجل الازدهار
  - 10 - الصحة والطب والعلاج في مصر [ إصداران ]
  - 11 - مستقبلنا في مصر : الحلول الجزئية هي الأجدى أحيانا [ إصداران مختلفان ]
  - 12 - القاهرة تبحث عن مستقبلها
  - 13 - عقبات التنمية العربية : دراسة حالة وحادة
  - 14 - الأخسرون أعمالا : الاقتصاد والفساد في مصر
  - 15 - ثلاثية السياسة والصناعة والفن : مذكرات أساتذة الهندسة
- عاشرا : الوجدانيات والرحلات
  - 1 - ثلاثية باريس :
    - باريس الرائعة الزهور والنور والعطور
    - باريس الفاتنة - أصداء باريسية في أدبنا
    - باريس الحيوية : الخيال صنع الحضارة

  - 2 - أوراق القلب : رسائل وجدانية
  - 3 - أوهام الحب : دراسة في عواطف الأنثى [ 3 طبعات ]
  - 4 - رحلات شاب مسلم [ 3 طبعات ]
  - 5 - شمس الأصيل في أمريكا [ طبعتان ]
  - 6 - حياتي في ألمانيا

### مقالات
له الكثير من المقالات وفي السياسة والأدب والتاريخ والتنمية نشرت في الصحف والمجلات والمواقع كالأهرام والجزيرة نت وأكتوبر وروز اليوسف وغيرها.

## وصلات خارجية
- الموقع الرسمي
- «رواق المعرفة» قناة الحوار الفضائية
- حكاوي الجوادي، قناة الجزيرة مباشر مصر